# Charinus muchmorei
Charinus muchmorei är en spindeldjursart som beskrevs av Armas och Rolando Teruel 1997. Charinus muchmorei ingår i släktet Charinus och familjen Charinidae. Inga underarter finns listade i Catalogue of Life.